# Sir Aldingar
Sir Aldingar è una ballata tradizionale in lingua inglese. Nelle Child Ballads le è attribuito il numero 59.

## Struttura e storia della ballata
La ballata di Sir Aldingar è per molti aspetti eccezionale. Come qualità, innanzitutto, tanto da aver fatto sospettare un qualche intervento colto; probabilmente, poi, è quella su cui è stato più scritto fra tutte le ballate catalogate da Francis James Child, tanto che il saggio di Paul Cristophersen pubblicato a Oxford nel 1952, The Ballad of Sir Aldingar, è unanimemente considerato la migliore monografia mai redatta su una singola ballata angloscozzese. Sir Aldingar è eccezionale anche come lunghezza, dato che non si tratta di un recitativo musicale per menestrelli, ma di una vera ballata popolare; con le sue cinquanta strofe è anzi, indubbiamente, la più lunga in assoluto ed è facile immaginare il tour de force necessario per mandarla a memoria e cantarla. 
Il testo, che presenta qualche lacuna e difficoltà di interpretazione, fa parte dell’in folio di Thomas Percy (I, 166-173) ma non è mai stato stabilito con precisione di quale area fosse originario, sebbene l'ambientazione e certe varianti linguistiche facciano pensare all'Inghilterra centro-meridionale. In ogni caso, già allora la ballata era totalmente svanita dalla tradizione viva, ovviamente per la sua lunghezza. Certo è che, come Johnie Cock e come Hind Etin, sembra riportare ad atmosfere autenticamente remotissime.
Esistono, come spesso accade, dei parziali paralleli danesi e norvegesi della storia, e lo stesso nome del protagonista suona decisamente scandinavo (l'ipotesi più accreditata parla di un patronimico formato con la radice dell'antico norvegese aldr "età; vecchiaia; secolo"; quindi *ald-ingr ‘nato da antica stirpe’ oppure ‘da genitori anziani’), tanto da far sospettare al Cristophersen che la ballata potesse aver avuto origine addirittura ai tempi del Danelaw (VIII secolo). Esistono diversi punti chiave che ci riportano ad una possibile origine altomedievale della storia: tra questi la figura del lazar man, il povero lebbroso (cfr. l'italiano lazzaretto, lazzeretto) utilizzato dal perfido steward per "incastrare" l'onesta Regina (la lebbra e le persone che ne venivano colpite, assieme alla peste, sono dei protagonisti di tutta l'immaginazione collettiva di quel periodo, e non solo dell'immaginazione, vista la reale incidenza di quelle terribili malattie). Ma quel che più ci interessa sono l'incubo premonitore della Regina, con le bestie che fanno quasi pensare alle fiere dantesche e che la spogliano delle insegne proprie della dignità regale, e il misterioso fanciullo vendicatore che "capta" il sogno, a metà tra un mitologico essere della foresta in contatto con le entità che presiedono ai sogni ed un angelo custode. 
I sogni premonitori non sono rari nelle ballate, ma questo è forse l'unico caso in cui ad un sogno è affidato un reale contatto, e dal sogno vengono sia la premonizione della sciagura, sia la salvezza della Regina e la punizione di Sir Aldingar (cui vengono simbolicamente mozzate le gambe, per abbassarlo alla statura del fanciullo). Da notare anche l'atmosfera cavalleresca, non certo "costruita", con un vero e proprio schiaffo con il guanto e la Regina oltraggiata che chiede al Re di poter cercare un campione che combatta per lei e ristabilisca il suo onore. La Regina, inoltre, viene condannata al rogo, una pena inusuale per l'adulterio, ma che si spiega con il fatto che il Re crede che ella si sia giaciuta con un essere immondo; le fiamme sono quindi uno strumento di purificazione. Un altro punto notevole della ballata è la presenza finale di una morale cristiana, con il perdono implorato da Sir Aldingar ormai battuto e smascherato, e benevolmente concesso dalla Regina in nome di Gesù. È un episodio rarissimo nelle ballate, forse unico, e fa capire che la lunghissima storia di Sir Aldingar si è venuta formando e "limando" in epoche differenti, a partire da tradizioni, credenze e modi di vita antichissimi sui quali si sono innestati concetti e cose di origine chiaramente più recente, come anche in Johnie Cock. Comunque sia, il testo pervenutoci dal Percy Folio (il solo) ci rivela uno dei più begli esempi di ballata "lunga", insolitamente complessa nella struttura narrativa e nel linguaggio, dall'andamento mozzafiato, senza alcuna pausa, come un vero e proprio moderno film d'avventura.